# 勒滕
勒滕（挪威語：Løten）是挪威的一個市镇，位於内陆郡，行政中心为勒滕村。市镇面积为369平方公里，人口数量为7,282人（2004年），人口密度为每平方公里20人。